# Albert Pèlach Pàniker
Albert Pèlach Pàniker (Barcelona, 1954) es un economista y editor español. Ha sido director general del Grupo Enciclopedia Catalana desde 2004, en sustitución de Benet Llaveria. También es miembro de la junta directiva del Gremio de Editores de Cataluña, presidente de la comisión organizadora de la Semana del Libro en Catalán y presidente el consejo directivo de la Asociación Española de Directivos en Cataluña.

## Biografía
Hijo de Mercé Pàniker Alemany, es licenciado por la Universidad Autónoma de Barcelona y especializado en economía agraria por la Universidad Estatal de Míchigan, tiene estudios avanzados en sociedad de la información y es miembro de la Sociedad Catalana de Economía, entidad del Instituto de Estudios Catalanes. Desarrolló su actividad profesional en el sector agroalimentario y, posteriormente, en el editorial. El 1996 entró a formar parte del equipo directivo de Círculo de Lectores, donde desde el 1997 al 2001 fue director general, en sustitución de Hans Meinke. A continuación fundó la consultoría Triagonal, dedicada a la consultoría de enseñanza virtual para las empresas, la cual es miembro del Círculo para el conocimiento, donde Pèlach fue vocal de la junta directiva entre 2004 y 2007.
Desde 2014 hasta 2016 fue el presidente de la Asociación de Editores en Lengua Catalana, en sustitución de Jordi Ferré, editor de Cossetània Ediciones. Sobrino de Raimon Panikkar, es vocal de la Fundación Ramuni Pankier Trust.